# Мучамел
Мучамел, Мучам'єль (валенс. Mutxamel (офіційна назва), ісп. Muchamiel) — муніципалітет в Іспанії, у складі автономної спільноти Валенсія, у провінції Аліканте. Населення — 26 192 особи (2022).

## Географія
Муніципалітет розташований на відстані близько 360 км на південний схід від Мадрида, 8 км на північ від Аліканте.

## Демографія
Динаміка населення (INE ):

## Галерея зображень

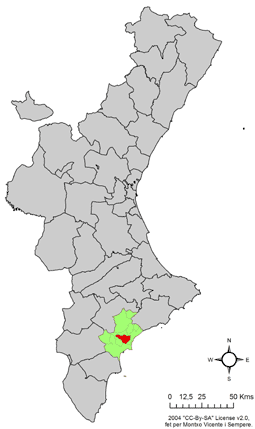
Розташування муніципалітету Мучамел у автономній спільноті Валенсія
Розташування муніципалітету Мучамел у комарці Кампо-де-Аліканте
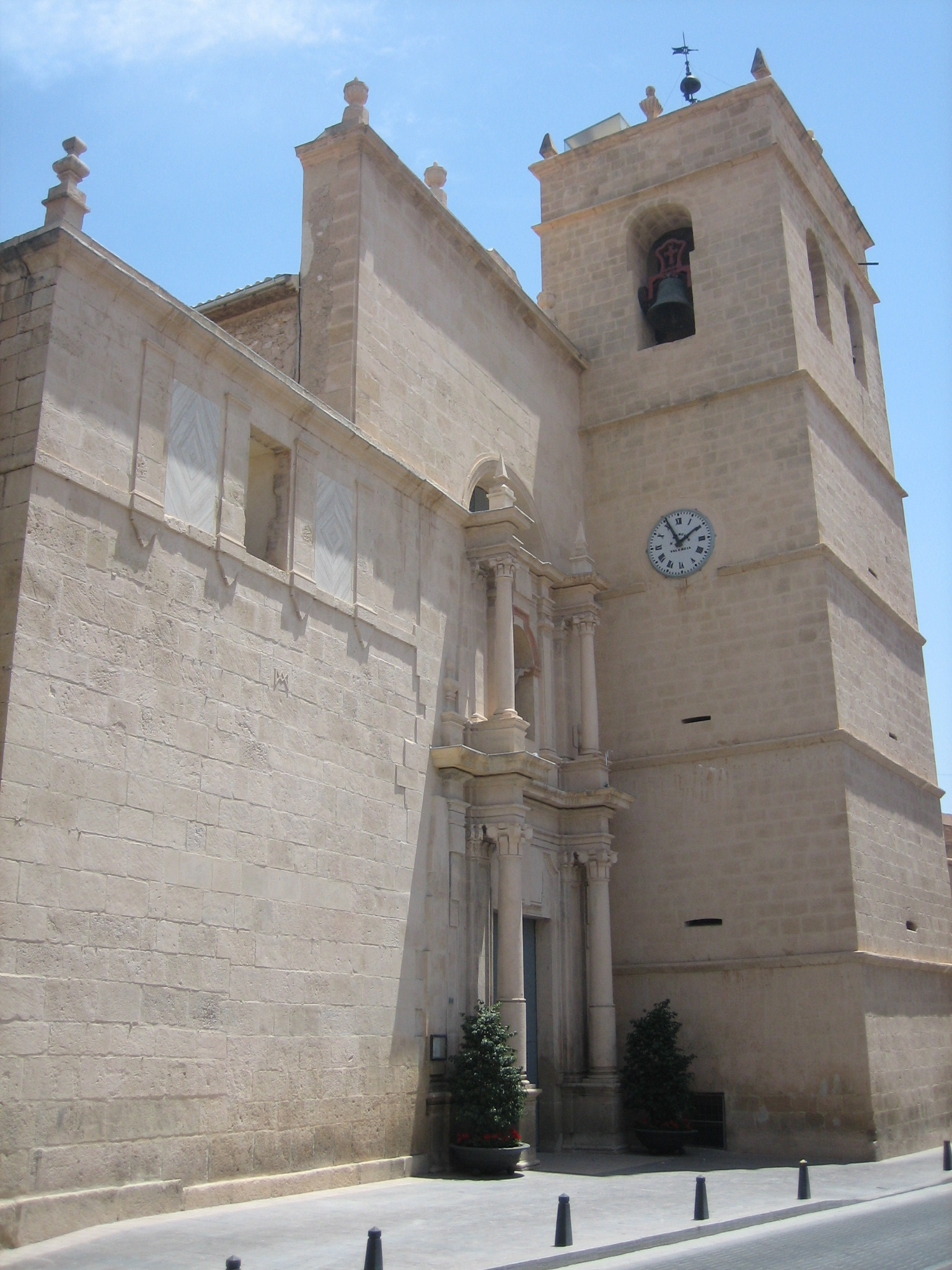
Парафіяльна церква